# Bystra (dopływ Soły)
Bystra (Kameszniczanka) – potok, lewobrzeżny dopływ Soły o długości 10,32 km i powierzchni zlewni ok. 49 km².
Potok płynie na obszarze Beskidu Śląskiego. Przepływa przez wieś Kamesznicę. Uchodzi do Soły w Milówce. Nad doliną potoku został wybudowany wiadukt, który jest częścią drogi ekspresowej S1.
Dopływami Bystrej są potoki: prawobrzeżne Janoszka, Młynki, Roztoka, Szarzanka oraz lewobrzeżny Sikorczany.